# Bruxelles Environnement
 (décembre 2016).
Si vous disposez d'ouvrages ou d'articles de référence ou si vous connaissez des sites web de qualité traitant du thème abordé ici, merci de compléter l'article en donnant les références utiles à sa vérifiabilité et en les liant à la section « Notes et références ».
Bruxelles Environnement (en néerlandais : Leefmilieu Brussel) est l'administration de l’environnement et de l’énergie de la Région de Bruxelles-Capitale.  L’Institut bruxellois pour la Gestion de l’Environnement (IBGE) utilise depuis plusieurs années la dénomination « Bruxelles Environnement » dans ses communications publiques. Ce changement de nom n’a toutefois entraîné aucune modification dans son organisation ni dans son mode de fonctionnement. Ce service public est responsable du développement et de la mise en œuvre de la politique environnementale et énergétique régionale.

## Historique
Fondé le 8 mars 1989, Bruxelles Environnement a pour vocation de veiller à un développement urbain durable intégré au niveau de l’environnement, du climat, de la société et de la population. Jusqu'en avril 2006, Bruxelles Environnement était connu sous le nom d’IBGE, l’Institut Bruxellois pour la Gestion de l'Environnement (NL : BIM, Brussels Instituut voor Milieubeheer).
L’IBGE a été institué par l’Arrêté royal du 8 mars 1989, en application de la Loi du 21 août 1987 qui accordait une large habilitation au gouvernement national pour organiser les matières régionales. La Loi du 16 juin 1989 a ensuite modifié l’article 1er de la loi du 16 mars 1954, conférant à l’Institut le statut d’organisme pararégional de type A. Cette même loi a également adapté l’Arrêté royal du 8 mars 1989 afin de permettre au gouvernement bruxellois de déléguer aux fonctionnaires de l’IBGE les compétences de contrôle légalement attribuées à ses propres services dans le domaine de l’environnement. Il a notamment été chargé de mettre en œuvre une zone de basses émissions (Low Emission Zone – LEZ) sur l’ensemble du territoire de la Région de Bruxelles-Capitale.  
La création de l’IBGE s’inscrit dans le cadre de la troisième réforme de l’État belge, qui a entraîné la régionalisation des compétences environnementales. Cette réforme a permis à la Région de Bruxelles-Capitale d’assumer la gestion de l’environnement sur son territoire, en tenant compte de ses spécificités urbaines et des besoins propres à sa population. 
Cette réforme institutionnelle visait à doter la Région de Bruxelles-Capitale de ses propres outils de politique environnementale, adaptés aux enjeux spécifiques d’un territoire urbain dense et complexe. L’action de l’IBGE s’inscrit dans un cadre réglementaire reposant sur une classification des procédés et installations en fonction de leur impact potentiel sur l’environnement. En Région de Bruxelles-Capitale, ces installations sont réparties en trois catégories : celles de catégorie 1A, considérées comme les plus polluantes, nécessitent une autorisation régionale accompagnée d’une consultation publique obligatoire ; celles des catégories 1B et 2 relèvent de procédures plus légères, prises en charge au niveau communal. Ce système permet d’adapter les exigences administratives au niveau de risque environnemental, tout en garantissant un encadrement rigoureux des activités potentiellement nuisibles. 

## Activités et Objectifs
Bruxelles Environnement est chargé de la phase préparatoire et de la mise en œuvre de la politique environnementale et énergétique en Région de Bruxelles-Capitale. Le service public œuvre pour une vision durable à long terme, basée sur les directives de la Déclaration de politique générale du Gouvernement bruxellois. Différents plans, stratégies et programmes créent un cadre pluriannuel dans lequel s’inscrivent des actions par thématique.

### Missions réglementaires et techniques
L’IBGE a d’abord été chargé d’exécuter les compétences transférées à la Région de Bruxelles-Capitale dans des domaines tels que la lutte contre les pollutions, la gestion des déchets, la protection de la nature, la gestion de l’eau et le contrôle des émissions industrielleset exerce également des missions variées couvrant la planification, la recherche, l’information, la prévention, l’autorisation, le contrôle, la surveillance et la gestion sur le terrain dans l’ensemble des domaines liés à l’environnement. Ces activités s’inscrivent dans les compétences régionales en matière d’environnement, de politique de l’eau, de conservation de la nature et d’énergie. Il assurait notamment le suivi et la mise en œuvre des législations environnementales à travers la délivrance des permis d’environnement pour les installations classées. Ces dernières étaient réparties en plusieurs catégories, selon le niveau de nuisance environnementale, et soumises à des procédures administratives plus ou moins complexes. L’Institut avait également pour mission de réaliser des enquêtes environnementales, d’élaborer des plans et des rapports sur l’état de l’environnement, et d’émettre des avis sur des projets d’aménagement ou d’urbanisme. Cette activité s’accompagnait d’un travail de sensibilisation du public, mené à travers des publications, des campagnes d’information, et des partenariats éducatifs avec les écoles. L’IBGE se positionnait ainsi comme un organisme de référence pour la connaissance scientifique de l’environnement bruxellois et pour la vulgarisation des enjeux écologiques auprès de la population.

### Objectifs politiques et stratégie environnementale
Entre 1989 et 2006, la stratégie de l’IBGE s’est articulée autour de plusieurs priorités définies par les autorités régionales. Le premier enjeu était la réduction des nuisances urbaines, notamment en matière de pollution de l’air, de bruit et de qualité de l’eau. Des efforts particuliers ont été entrepris dans la modernisation des systèmes d’assainissement et dans la gestion des cours d’eau de la vallée de la Senne. L’Institut visait également à rationaliser la gestion des déchets, en soutenant la mise en place de collectes sélectives, le tri des déchets ménagers et l’incinération contrôlée dans des unités conformes aux normes européennes. La conservation de la biodiversité et des espaces verts urbains représentait un autre axe majeur. L’IBGE participait activement à la protection de la Forêt de Soignes, à la création de zones naturelles protégées (comme le site du Moeraske) et à la promotion de la trame verte dans la planification urbaine. À travers ces actions, l’Institut visait à inscrire la Région dans une dynamique de développement durable, conciliant impératifs écologiques et contraintes propres à un environnement urbain dense.

### Gestion écologique du territoire bruxellois
Bruxelles Environnement soutient le traitement des déchets en ressources, la promotion de l’économie circulaire, la production, la consommation et la construction durables, l’entretien des espaces verts, des zones naturelles et des cours d'eau non navigables, et la réduction des nuisances sonores et de l’exposition aux ondes électromagnétiques.

### Engagements institutionnels et coopérations
En tant qu’administration technique, l’IBGE ne formulait pas de revendications politiques au sens militant du terme, mais ses prises de position techniques dans les avis d’incidences ou dans les enquêtes publiques orientaient les décisions politiques et traduisaient une volonté d’assurer une régulation stricte des activités polluantes. Il entretenait aussi des collaborations étroites avec d’autres administrations régionales, comme l’Agence Bruxelles-Propreté ou l’Institut bruxellois de statistique et d’analyse, afin d'assurer une cohérence dans la mise en œuvre des politiques environnementales.
L’Institut a également développé une politique active de participation à des programmes européens, tels que LIFE ou Interreg, permettant de bénéficier de financements pour des projets de dépollution, de gestion intégrée de l’eau ou de sensibilisation au développement durable. 

### Lutte contre le changement climatique
Dans le cadre de la lutte contre le changement climatique, Bruxelles Environnement est co-responsable de la coordination des actions environnementales régionales.

### Localisation
Depuis novembre 2014, Bruxelles Environnement a pris ses quartiers dans un bâtiment écologique sur le site de Tour & Taxis. Avec une superficie de 16.700 m², c’est l’un des plus grands immeubles de bureaux d’Europe à répondre aux normes passives.  
Le siège social de Bruxelles Environnement est accessible au public.

## Structure et Évolution
Depuis sa création, la structure de l’institution a évolué. Bruxelles Environnement est organisé en 8 divisions et 20 sous-divisions thématiques ou transversales, et compte plus de 1.300 employés. Cette organisation vise à assurer une gestion intégrée et spécialisée des enjeux environnementaux régionaux.
Les principales divisions actuelles sont les suivantes :
• Direction générale et entités rattachées
• Division Communication, Achats généraux et Accueil
• Division Autorisations et Partenariats
• Division Région en transition, Laboratoire qualité de l’air et Monitoring
• Division Ressources humaines et Finances
• Division Patrimoine immobilier, Forêt et Nature
• Division Énergies, Air, Climat et Bâtiments durables
• Division Inspectorat et Sols pollués
• Division Espaces verts
Le fonctionnement de l’administration repose sur des principes de collaboration transversale, de responsabilisation individuelle, de transparence dans la gestion, et d’attention portée au dialogue avec les acteurs publics et privés. L’organisation interne vise également une cohérence méthodologique entre les services et était alors dirigé par un directeur général, assisté d’un conseil d’administration composé de représentants de la Région et d’experts du domaine environnemental. Pour cela, elle dispose d'un budget annuel de 116 millions € permettant ainsi de mener à bien toutes ses missions.  